# Grootven
Grootven is een buurtschap in de gemeente Schagen, in de provincie Noord-Holland.
Grootven is gelegen tussen Eenigenburg, Zijbelhuizen, Sint Maarten en Dijkstaal in. Grootven is van oorsprong een veld- en gebiedsnaam die duidt op een veengebied tussen Sint Maarten en Eenigenburg. De plaatsnaam Grootven kan zowel duiden op het feit dat het een vrij groot veengebied betrof alsook dat het veengebied van de persoon of familie Groot geweest kan zijn.
De buurtschap wordt soms beperkt tot de bewoning aan de straat Grootvenweg, maar eigenlijk behoort de kern van bewoning aan de Selschardijk, die direct naast aansluit op de Grootvenweg ook tot de buurtschap. Grootven wordt ook wel tot de gebiedsduiding Selschardijk gerekend waartoe ook Zijbelhuizen behoort. Grootven valt onder Eenigenburg. Tot 1990 viel het samen met Eenigenburg onder de gemeente Sint Maarten voordat deze opging in de gemeente Harenkarspel.
Burgerbrug · Burgervlotbrug · Callantsoog · Dirkshorn · Eenigenburg · Groenveld · Groote Keeten · Krabbendam · Oudesluis · Petten · 't Rijpje · Schagen · Schagerbrug · Schoorldam (deels) · Sint Maarten · Sint Maartensbrug · Sint Maartensvlotbrug · Stroet · Tjallewal · Tolke (deels) · Tuitjenhorn · Valkkoog · Waarland · Warmenhuizen · 't Zand

Buurtschappen: Abbestede · Avendorp · Bliekenbos · 't Buurtje · De Banne · Burghorn · Cornelissenwerf · Dijkstaal · Grootven · Grotewal · Het Korfwater · De Hale · Hemkewerf · Huiskebuurt · Kalverdijk · Keinse · Keinsmerbrug · Kerkbuurt · Lagedijk · Leihoek · Mennonietenbuurt · Nes · Schagerwaard · Sint Maartenszee · Slootgaard · De Stolpen · Stolpervlotbrug · Vennik (deels) · 't Wad · De Weel (deels) · Woudmeer · Zijbelhuizen · Zijpersluis